# Retsina
La retsina (greco: Ρετσίνα/Retsìna) è un vino da tavola di produzione greca che viene stagionato in botti con l'aggiunta di resina ed è una delle bevande alcoliche greche più popolari e di più lunga tradizione, anche dovuta alle sue caratteristiche di conservabilità.

## Storia
Nell'antichità le anfore per la conservazione del vino erano sigillate per evitare l'ossidazione della bevanda e a tale scopo veniva utilizzata una resina. Inizialmente venne utilizzata resina proveniente da qualsiasi varietà di pino mentre in tempi più moderni e con le nuove norme si è passati all'uso esclusivo della resina del pino d'Aleppo, pianta che si trova in grande abbondanza nell'Attica e in tutta la Grecia.
Si cominciò poi ad aggiungere la resina al vino stesso, in modo da produrre una sorta di velo protettivo sulla superficie del mosto in fermentazione e col tempo la retsina divenne il vino più comune ad Atene. Malgrado questo non manca nella ristorazione recente e nella distribuzione il vino non resinato.

## Descrizione

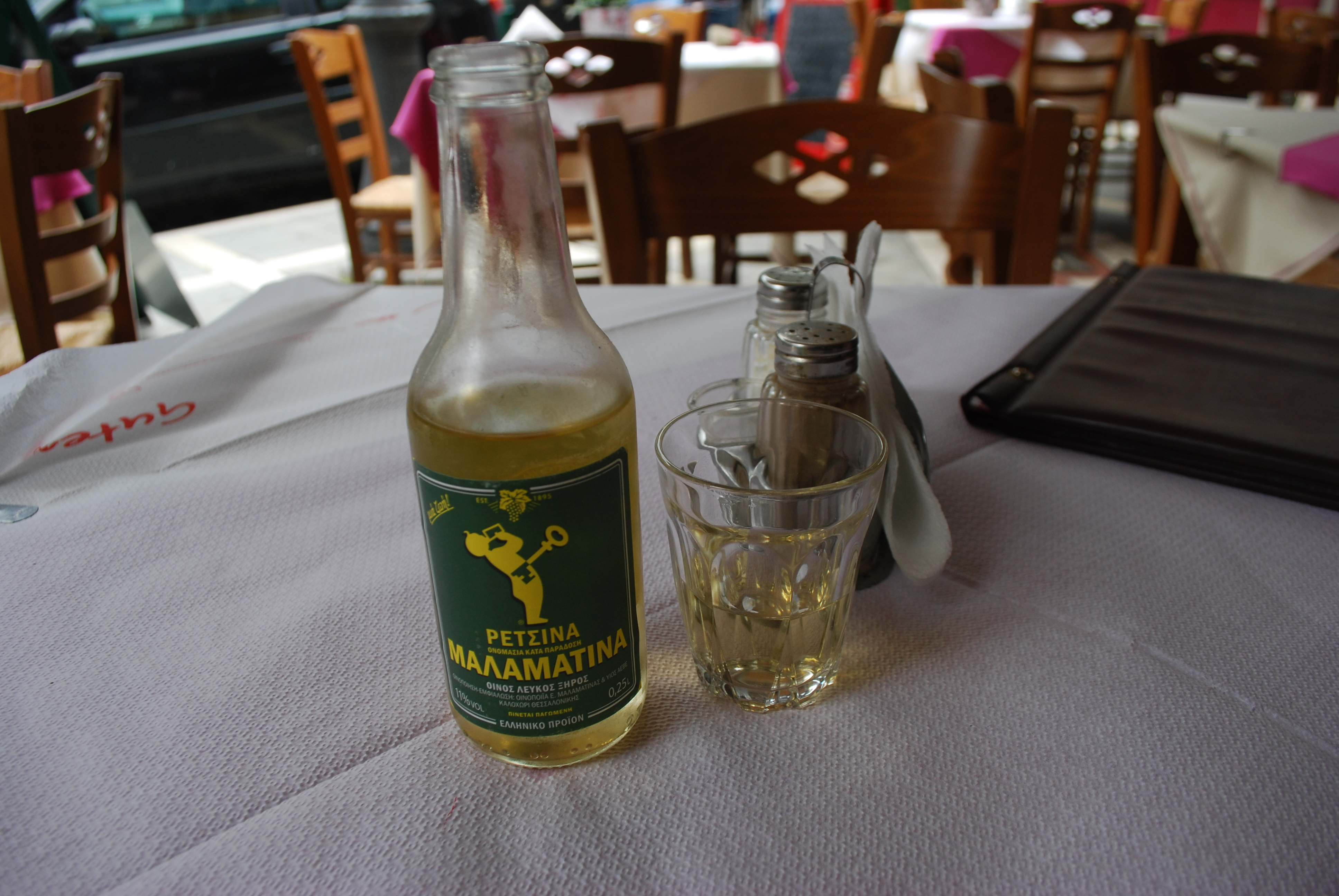
Una bottiglia di retsina

Il vino si trova in commercio bianco o rosato. Il bianco è più diffuso mentre il rosato (greco: κοκκίνισμα/rosato), oltre che essere meno diffuso è anche meno resinato.
La produzione tradizionale di retsina si basa principalmente sui seguenti vitigni:
- Savatiano
- Rhoditis
- Assyrtiko
- Athiri

## Nella cultura di massa
La retzina compare nei testi di vari brani musicali pop o rock, come in Home at Last degli Steely Dan, in cui è menzionata una "smooth retsina", o nel singolo Solo cari ricordi dei Pooh, o ancora in Rebetiko mou, brano presente nell'album Rebetiko Gymnastas di Vinicio Capossela.
Nel film Poirot: Filastrocca per un omicidio (Regno Unito, 1995), la retzina viene citata nella frase “È retsina signor Pierrot... viene dal mio Paese che è molto lontano”.

## Riconoscimenti
- Al vino greco è dedicato un asteroide della fascia principale scoperto nel 1979, il 2303 Retsina.[4]